# 任務完了演説

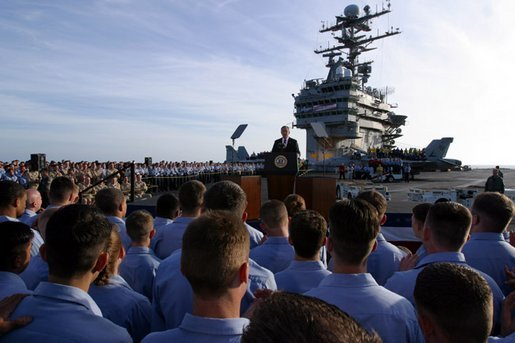
任務完了演説中のブッシュと艦上の聴衆

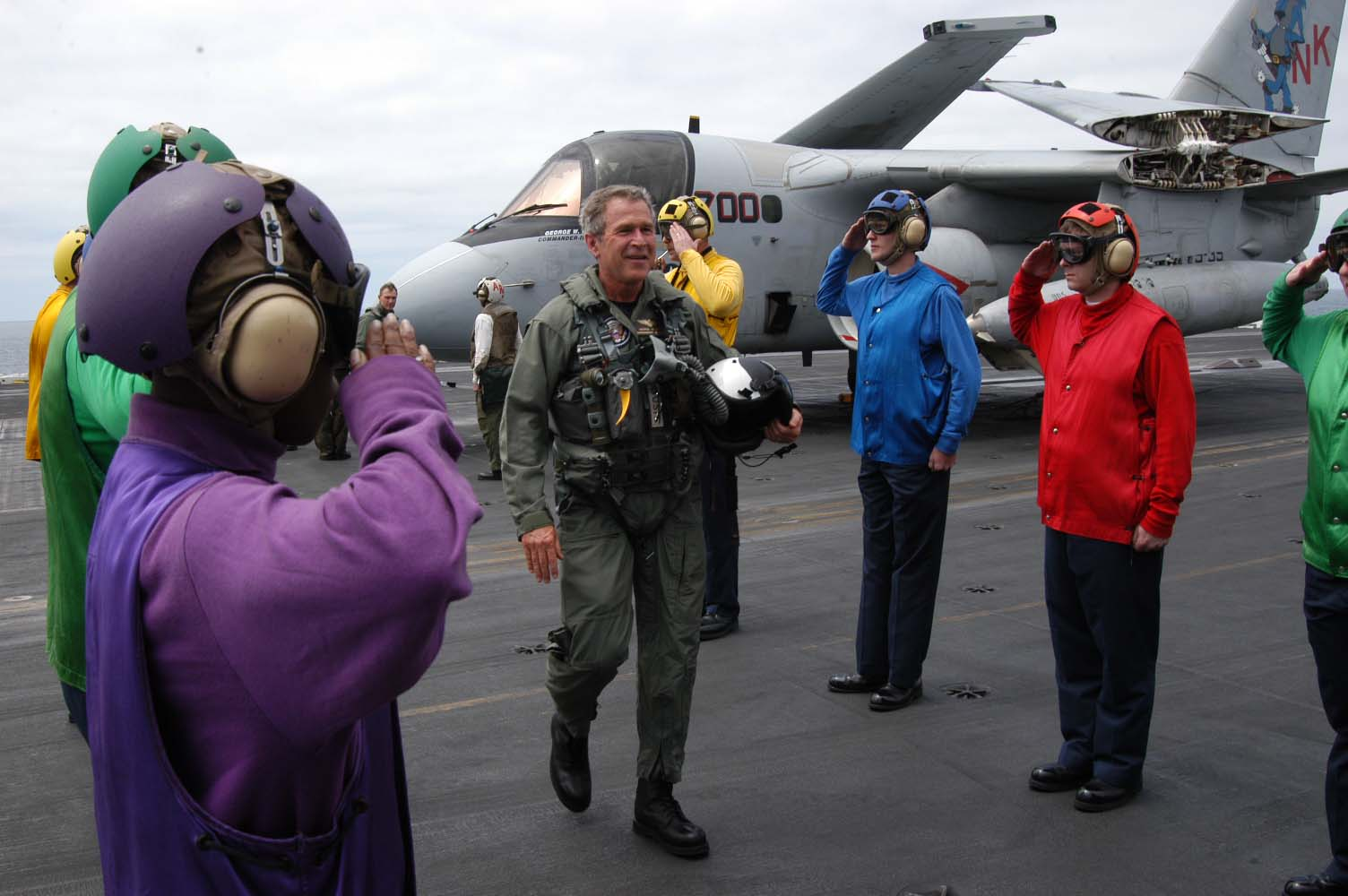
空母リンカーンの乗組員から敬礼を受ける飛行服姿のブッシュ

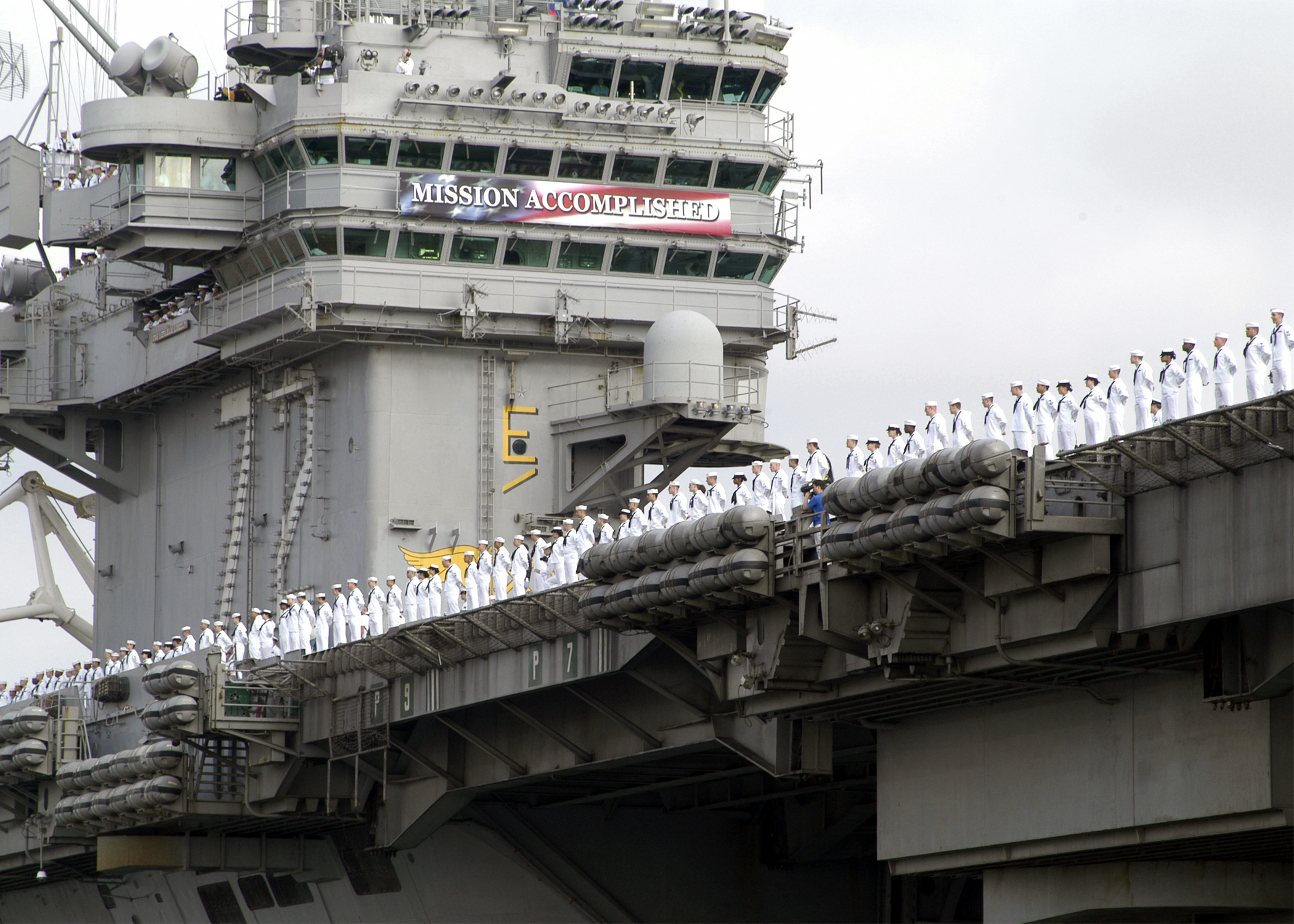
"MISSION ACCOMPLISHED"（任務完了）の横断幕を掲げて帰投する空母リンカーン

任務完了演説（にんむかんりょうえんぜつ）とは、2003年5月1日にアメリカ合衆国大統領ジョージ・W・ブッシュがイラク戦争の主要な戦闘作戦が終わったとする宣言をした演説。西海岸のカリフォルニア州サンディエゴ付近の海上の空母エイブラハム・リンカーン艦上でゴールデンアワーに行われ、テレビ放映された。
ブッシュは「任務完了」("Mission Accomplished")と書かれた横断幕を背景にこの演説をした。このことから「任務完了演説」と呼ばれるようになった。
ブッシュは演説の冒頭で「イラクでの大規模な戦闘作戦("major combat operations")は終結した」と述べ、これは「アメリカ同時多発テロ事件に始まる米国の対テロ戦争("war on terror")における一つの勝利である」と位置付けた。
これは戦争開始から1カ月の時点で行われた、米国による事実上の戦勝宣言であったが、この演説以後もイラクでのアメリカ軍の作戦は続き死者も増大したため、「完了」のメッセージが実態にそぐわないとする声が出た。

## 演説の舞台
演説は米国海軍の空母エイブラハム・リンカーンの甲板で行われ、およそ5000人の乗組員が聴衆となった。同艦はペルシャ湾でイラク戦争に参戦した艦の一つであり、当時帰還兵らを載せて帰港する途中で、サンディエゴ付近の海上にあった。
演説に先立ってブッシュは四人乗りの海軍機S-3B Vikingで着艦した。Texas Air National Guardでパイロット経験のあるブッシュ自身も一時その操縦桿を握ったという。その際、飛行要員の他、カメラマンや記者数十人がブッシュの到着を迎えた。民主党議員らは演出過剰な登場シーンのために空母の運行計画が歪められたと非難したが、共和党関係者は飛行服姿の写真がブッシュのイメージアップになると考えた。

## 論争
この演説は米国による事実上のイラク戦争勝利宣言であったが、この演説以後もイラクでの米国の作戦は数年に渡って継続され、アメリカ軍の死者も増大したため、演説当時に何が「完了」していたのかとの批判が起こった。翌年の2004年に大統領選挙に立候補したジョン・フォーブズ・ケリーはブッシュのこの演説の不適切さを批判した。
"Mission Accomplished"の横断幕がブッシュの肩越しに映る構図は意図的に用意されていたとの指摘がある。しかし、2003年の政権報道官Scott McClellanは、この横断幕をかける判断をしたのはブッシュ政権ではなく海軍であったと説明した。2008年のブッシュの説明によれば、この「Mission Accomplished」と書かれた横断幕は乗組員に向けたメッセージであり、戦争が終わったとブッシュが認識していることを示したものではなかったという。ブッシュ政権は映像で大統領のイメージを表現する際、細部にこだわることで知られている。